# Characidium orientale
Characidium orientale är en fiskart som beskrevs av Buckup och Reis, 1997. Characidium orientale ingår i släktet Characidium och familjen Crenuchidae. Inga underarter finns listade i Catalogue of Life.